# Papamosques olivaci
El papamosques olivaci (Muscicapa olivascens; syn: Fraseria olivascens) és una espècie d'ocell de la família dels muscicàpids (Muscicapidae). Es troba distribuït de forma fragmentada per tota la selva tropical africana. Habita boscos de terra baixa humida subtropical o tropical i pantans subtropicals o tropicals. El seu estat de conservació es considera de risc mínim.

## Taxonomia
A la Classificació del Congrés Ornitològic Internacional (versió 11.2, 2021) se'l considera al gènere Muscicapa. Tanmateix, en el Handook of the Birds of the World i la quarta versió de la BirdLife International Checklist of the birds of the world (desembre 2019) se'l classifica dins del gènere Fraseria (F. olivascens), juntament amb altres vuit espècies de papamosques.